# Mont Taimu
Le mont Taimu (caractères chinois : 太姥山 ; pinyin : tài mǔ shān) est situé dans la ville chinoise de Fuding. Il se dresse face à la mer de Chine orientale.
Pour les poètes, les monts Yandang au nord, Wuyi à l'ouest et Taimu forment les trois pieds d'un Ding (鼎), urne de bronze à trois pieds.

## Parc national
Le parc paysager du mont Tianmu (太姥山风景名胜区) fut proclamé parc national le 1er août 1988.